# Castello Baglioni
Das Castello Baglioni, auch Palazzo dei Conti Baglioni ist eine Höhenburg an der Piazza Roma am höchsten Punkt der Gemeinde Civitella Messer Raimondo in der Provinz Chieti.

## Geschichte
Trotz vieler Umbauten und dem Fehlen von Quellen über die Gründung der Burg scheint diese aus dem 18. Jahrhundert zu stammen, als die Baglionen sich in Civitella Messer Raimondo niederließen.

## Beschreibung

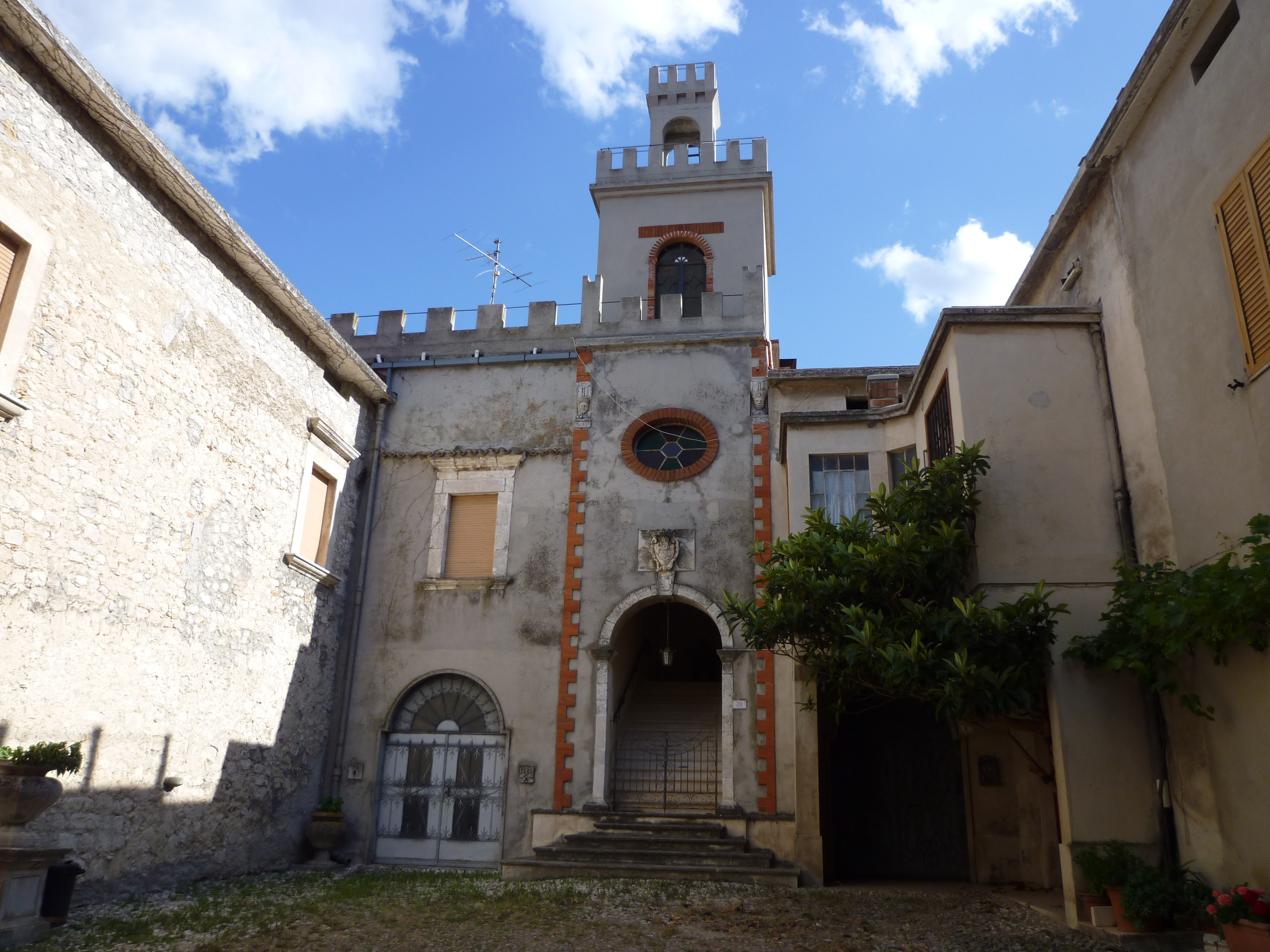
Turm über dem Innenhof

Die Burg hat einen quadratischen Grundriss, der Innenhof einen fast rechteckigen. Eine Bastion liegt auf der Ostseite. Sie hat zwei Stockwerke. Die steinerne Fassade erstreckt sich über sieben Joche. Das Eingangsjoch springt leicht hervor. Der Turm ist aus Ziegelsteinen auf Steinkonsolen, wogegen der Rest der Bastion aus Bruchstein gebaut ist. Das Eingangstor ist in Stein aus der Majella ausgeführt. Über dem Eingang liegt ein hervorspringender Balkon auf Konsolen. Die Eingangshalle hat ein Tonnengewölbe, das mit Fresken verziert ist. Man gelangt dann in den Innenhof, in dem, analog zur Fassade, sich ein weiterer Turm (evtl. ein Aussichtsturm) erhebt.